# Ambrogio Mazzola
Ambrogio Mazzola (Milano o dintorni, prima del 1521 – prima del 1543) è stato uno scultore italiano.

## Biografia

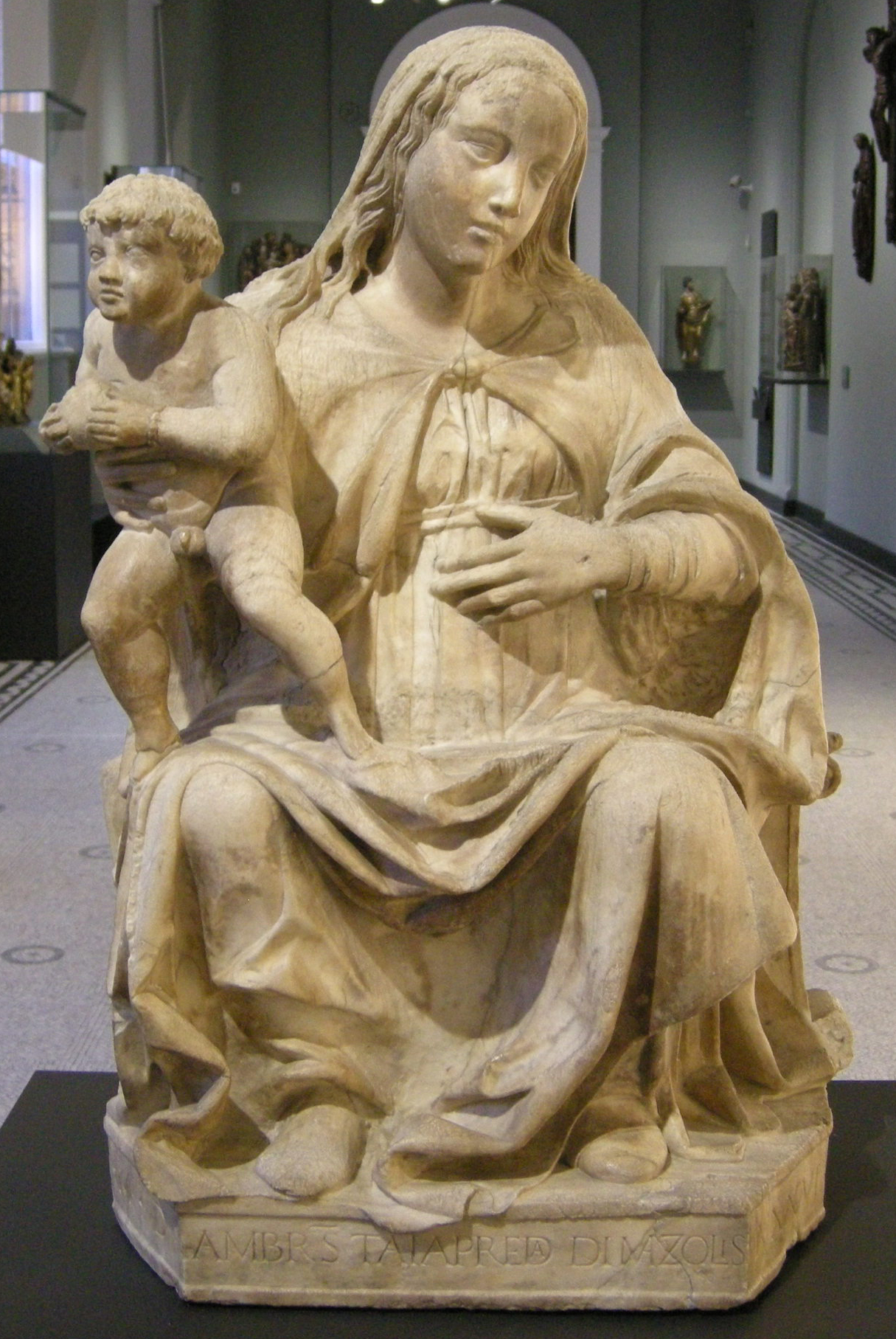
Ambrogio Mazzola, Madonna col Bambino, 1536, Londra, Victoria and Albert Museum.

Nato e formatosi nell'ambiente culturale milanese, è documentato principalmente a Brescia tra il 1521 e il 1535, tuttavia alcuni documenti lo dicono residente in provincia, a Toscolano. Risale al 1522 la commissione di quella che, probabilmente, dovette essere la sua principale opera: una "arca de preda intayada", ossia un'arca di pietra intagliata per conto di Maria Cavalli e altri parenti del "ecc.lmo dominio magnifico Francisco dy Cavalli", dietro pattuito compenso di cento lire con un anticipo, già corrisposto, di ventisei lire e otto soldi. Nel 1525 è documentata l'esecuzione di alcuni gradini per il palazzo della Loggia. Lo scultore è già dichiarato morto in un documento notarile del 1543.

## Stile
A parte i gradini per la Loggia, molto probabilmente privi di connotati artistici, l'altra opera documentata di Ambrogio Mazzola, l'arca Cavalli, non è giunta fino a noi e non è altrimenti nota al di fuori del rinvenuto contratto con la commissione. L'unica opera nota del Mazzola, ancora esistente, è una Madonna col Bambino, conservata al Victoria and Albert Museum di Londra, datata 1536 e firmata "AMBR.S TAIAPREDA DI MAZOLIS". Essa ripete molto fedelmente gli stilemi per le sculture di analogo soggetto eseguite da Gasparo Cairano almeno vent'anni prima: le somiglianze sono talmente palmari da far credere che Ambrogio Mazzola sia stato un allievo del Cairano, principale esponente della scultura rinascimentale bresciana, e che abbia fatto parte della sua misconosciuta bottega, rapidamente dissoltasi dopo la morte del maestro avvenuta prima del 1517, della quale faceva parte anche il figlio Simone Cairano.
Lo stile di questa Madonna col Bambino è sintomo di una formazione avvenuta di fatto esclusivamente nella cerchia di Gasparo Cairano, poiché essa appare evidentemente fissata sugli stilemi dettati dal maestro all'inizio del secolo. Si tratta di un nostalgico e ingenuo omaggio a un grande scultore che, evidentemente, era stato portatore di un'impronta artistica tanto meritevole del rispetto dei collaboratori da essere replicata non solo senza sosta, ma anche senza alcun interesse all'aggiornamento, anche all'interno di un ambito artistico ormai definitivamente rivolto verso altre direzioni.
Vito Zani, nel 2010, attribuisce al Mazzola anche una pala marmorea raffigurante una Madonna col Bambino e due sante, conservata nella chiesa di San Giulio al Villaggio Sereno di Brescia e forse proveniente dalla chiesa dei Santi Faustino e Giovita nella stessa città, già nota con la generica attribuzione a uno scultore lombardo della fine del XV secolo. Cronologicamente, per ragioni stilistiche, essa dovrebbe collocarsi prima della Madonna col Bambino di Londra.

## Opere
- Arca sepolcrale della famiglia Cavalli, 1522 (perduta);
- Alcuni gradini del palazzo della Loggia a Brescia, 1525 (non identificati);
- Madonna col Bambino e due sante, 1520-1530, marmo, chiesa di San Giulio, Villaggio Sereno, Brescia;
- Madonna col Bambino, 1536, marmo, Victoria and Albert Museum, Londra (h. 78,8 cm).